# The Bondsman
The Bondsman è una serie televisiva statunitense, ideata da Grainger David, con protagonista Kevin Bacon.
Il 16 maggio 2025 Amazon ha cancellato la serie dopo una stagione.

## Trama
Un cacciatore di taglie che viene ucciso per poi essere resuscitato da un demone in cambio della cattura degli demoni evasi dall'inferno.

## Episodi
| nº | Titolo originale | Titolo italiano | Pubblicazione |
| -- | ---------------- | --------------- | ------------- |
| 1  | Pot O' Gold      | Pentola d'oro   | 3 aprile 2025 |
| 2  | Valacor          | Valacor         | 3 aprile 2025 |
| 3  | Marphos          | Marphos         | 3 aprile 2025 |
| 4  | Erdos            | Erdos           | 3 aprile 2025 |
| 5  | Slypharis        | Slypharis       | 3 aprile 2025 |
| 6  | Revelations      | Rivelazioni     | 3 aprile 2025 |
| 7  | Pyralis          | Pyralis         | 3 aprile 2025 |
| 8  | Lilith           | Lilith          | 3 aprile 2025 |

## Personaggi ed interpreti
- Hub Halloran, interpretato da Kevin Bacon, doppiato da Luca Ward.[5]
È il cacciatore di taglie dei demoni.
- Kitty Halloran, interpretata da Beth Grant, doppiata da Melina Martello.[5]
È la madre di Hub.
- Maryanne Dice, interpretata da Jennifer Nettles, doppiata da Giuppy Izzo.[5]
È l'ex moglie di Hub.
- Lucky Callahan, interpretato da Damon Herriman, doppiato da Francesco Venditti.[5]
È un uomo d'affari, nonché convivente di Maryanne.
- Midge Kusatsu, interpretata da Jolene Purdy, doppiata da Rossa Caputo.[5]
È la referente tra la società "Pentola d'Oro" e Hub. Ha la passione per la cucina ed è di buon'anima e molto religiosa.

## Produzione
Le riprese sono state fatte a Grantville.